# 草津市立新堂中学校
草津市立新堂中学校（くさつしりつしんどうちゅうがっこう）は、滋賀県草津市新堂町にある公立中学校である。

## 沿革
- 1979年（昭和54年）7月 - 新設校舎の建築に着工する。
- 1980年（昭和55年）4月 - 草津市立松原中学校より分離し、開校。
- 1981年（昭和56年）1月 - 校歌を発表する。
- 1983年（昭和58年）8月 - 第1回ビッグトライアルを実施する[注 1]。同年、当校は琵琶湖遠泳奨励事業実践推進校の指定を受けている。
- 1986年（昭和61年）3月 - 校舎増築工事が完成し、4教室を新設する。
- 1994年（平成6年）3月 - 格技場が完成する。
- 1995年（平成7年）3月 - 体育用具庫の改築を行う。
- 1997年（平成9年）2月 - 草津市PTA連絡協議会で優良PTA団体表彰を受ける。
- 1999年（平成11年）1月 - 地域協働合校を実施する。
- 2000年（平成12年）3月 - 自転車置場を3棟増築する。
- 2007年（平成19年）5月 - 学校雰囲気づくり特別委員会が発足する。
- 2009年（平成21年）3月 - アスベスト除去工事を行う。
- 2010年（平成22年）8月 - 体育館の耐震補強工事を行う。
- 2011年（平成23年）3月 - 屋上断熱・防水工事を行う。同年、全教室にエアコンの設置および校舎の耐震補強工事が行われた。
- 2014年（平成26年）10月 - 校舎大規模改造1期工事を実施する（工事対象：普通教室棟）。
- 2016年（平成28年）
  - 2月 - 体育館・挌技場の非構造部材に耐震工事を行う。
  - 10月 - 校舎大規模改造2期工事を実施する（工事対象：管理棟・普通教室棟）。
- 2017年（平成29年）2月 - 全国教育美術展で地区学校賞を受賞する。
- 2019年（平成31年・令和元年）3月 - 防災備蓄倉庫を設置する。
- 2020年（令和2年）11月 - 全校生徒に端末を1台ずつ導入する。
- 2022年（令和4年）1月 - 草津市第二給食センターの開所に伴い、同年3学期から学校給食を開始する[注 2][2]。

（注記なき出典：）

## 基礎データ

### スローガン
- 校訓 - 自主・独立敬愛・連帯剛健・不屈[3]
- 教育目標 - 自主的精神にみち、心豊かでたくましい人間の育成[3]

## 部活動
- 運動部 - 軟式野球、サッカー、ソフトテニス、陸上、ソフトボール、バレーボール（女）、バスケットボール、卓球[4]
- 文化部 - 吹奏楽、美術[4]

※女子バレーボール部は1984年（昭和59年）に、女子バスケットボール部は1993年（平成5年）に、男子剣道部は2000年（平成12年）に全国大会へ出場している。

## 学区
- 草津市立笠縫東小学校と草津市立常盤小学校の校区全域[5]。

## アクセス
- JR琵琶湖線（東海道本線）・JR草津線 草津駅
  - 同駅からまめバス「新堂中学校前」停留所下車[6]、徒歩1分。
  - 同駅から近江鉄道バス「穴村」停留所下車、徒歩7分[6]。

## 著名な卒業生
- ムーディ勝山（お笑いタレント）